# La tempesta di Shakespeare
La tempesta di Shakespeare (in svedese Resan till Melonia, "Viaggio a Melonia") è un film d'animazione del 1989 diretto da Per Åhlin.
Pellicola di genere fantastico liberamente tratta da La tempesta di William Shakespeare. Si tratta del primo lungometraggio animato completo di Per Åhlin, dopo aver usato nei suoi primi film I huvet på en gammal gubbe e Dunderklumpen! un misto di animazione e live action.
Il film ha vinto due premi Guldbagge per la migliore creazione (una categoria con tre premi per realizzazioni tecniche senza le proprie categorie). Il primo fu attribuito a Åhlin per l'animazione e il secondo a Björn Isfält per la musica.

## Trama
L'isola paradisiaca di Melonia è abitata dal mago Prospero e sua figlia Miranda, dall'albatros Ariele, dal giardiniere dal viso di verdure e di buona indole Calibano e dal poeta dal naso canino William. Essi vivono una vita pacifica, eccetto Calibano che fatica lavorando costantemente nel giardino. Lontano pochi chilometri si trova l'isola nera di Plutonia, dove dominano gli avidi capitalisti Slug e Slagg. Una volta anche Plutonia era verde e fiorente come Melonia, ma ora è vista come l'inferno sulla terra, inquinata e cementificata, dove i bambini sono costretti a lavorare come schiavi nelle fabbriche di armi che Slug e Slagg considerano la strada per il futuro. Dal momento che le risorse di Plutonia di stanno esaurendo, Slug e Slagg hanno rivolto il loro interesse su Melonia e si mettono in viaggio per iniziare a portarvi i macchinari.
Il film inizia con la fuga verso Melonia di Ferdinando, uno dei bambini schiavi di Plutonia, nella scatola che contiene un enorme ingranaggio da portare sull'isola incontaminata come inizio della colonizzazione industriale. La scatola si trova a bordo di una nave con la quale Slug e Slagg intendono raggiungere Melonia. Durante il viaggio vengono raggiunti dall'albatros Ariele che, su ordine di Prospero, scatena magicamente una tempesta per impedire ai due capitalisti di arrivare a Melonia. La nave affonda insieme all'ingranaggio, ma la scatola porta Ferdinando e un nostromo fino a Melonia, dove Prospero e Miranda li nutrono e danno loro un letto. Prospero ha appena finito di preparare il suo magico elisir, un liquido in grado di far crescere all'istante ogni cosa, che viene affidato a Calibano affinché ne dia due gocce a ogni pianta della serra. Slug e Slagg, anch'essi scampati al naufragio e giunti sull'isola, spiano Calibano e, dopo aver visto gli effetti dell'elisir, lo rapiscono per impossessarsi del liquido e lo portano a Plutonia. Ferdinando, Miranda, Prospero e altri personaggi partono quindi per Plutonia per liberare Calibano, in un viaggio che li porterà a liberare anche i compagni di lavoro di Ferdinando. Giunti a Plutonia, Miranda libera i bambini schiavi trasformandoli in uccelli per riunirli all'interno di un vecchio teatro dove William sta allestendo una rappresentazione della Tempesta di William Shakespeare. Nel frattempo Calibano riesce a fuggire dal luogo in cui era rinchiuso bevendo sbadatamente l'elisir di Prospero, che lo fa crescere a dismisura. Slug e Slagg trovano Calibano e, colpiti dalle dimensioni e dalla forza che ha ottenuto, cercano di convincerlo a lavorare per loro e al suo rifiuto decidono di annientarlo con un macchinario della fabbrica. Calibano distruggendo il macchinario rompe il pavimento e il terreno fino all'oceano sotto l'isola, provocandone l'inabissamento. Slug e Slagg vengono portati via dal vortice d'acqua nelle profondità dell'oceano e, siccome non si rivedranno più, è lecito pensare che siano affogati e non rappresentino più una minaccia. Anche il teatro viene quasi portato via dal vortice, ma Calibano riesce a salvarlo. Prospero invita tutti i bambini a vivere a Melonia e rinuncia ai suoi poteri magici, accettando di buon grado perché il potere di tutti sostituirà la sua magia. Libera quindi Calibano e Ariele dai loro servizi e Calibano trasporta il teatro verso Melonia. Il film termina con Ariele che, cantando, si dirige verso il tramonto.

## Produzione
Con un budget di 22 milioni di corone svedesi, La tempesta di Shakespeare fu uno dei film svedesi più costosi dell'epoca, soprattutto a causa del lungo processo di produzione dal 1982 al 1989. Durante la realizzazione del copione, Per Åhlin e Karl Rasmussen ebbero l'idea di prendere alcuni versi dalla Tempesta e inserirli coerentemente nella trama. Furono influenzati anche dal romanzo L'isola a elica di Jules Verne del 1895.

## Accoglienza
Le critiche furono generalmente molto positive. Il critico Göran Ribe della rivista Chaplin ha paragonato il film al Sogno di una notte di mezza estate realizzato nel 1959 da Jiří Trnka e a Le Roi et l'Oiseau di Paul Grimault. Alcuni critici hanno giudicato negativamente il ritmo lento e il tono ambiguo, che rende difficile capire se si tratti di un cartone animato per bambini o un film destinato agli adulti. Altri hanno giudicato troppo naïf il messaggio di fondo.
La critica più negativa venne da Variety, in cui Keith Keller scrisse: "La tempesta di Shakespeare di Per Åhlin, in passato maestro svedese di film di animazione, ha completamente mancato il bersaglio con questo approccio alla Tempesta. Sette anni di lavorazione per un costo straordinario per il luogo di 3,5 milioni di dollari, la fotografia sembra grande, ma presto si abbassa pericolosamente e infine cede del tutto".